# 大谷主水
大谷 主水（おおたに もんど、1980年7月18日 - ）は、宮崎県宮崎市出身の元テコンドー選手で、現在は主に台湾で活動する俳優兼モデル。芸名は、夢多[mondo]（モンド）。pace model international（台湾）所属。現役時代は、2003年テコンドー世界選手権（ドイツ開催）日本代表。
日本の所属事務所グランディア。

## 来歴
宮崎大学教育文化学部附属中学校から日向学院高等学校を経て、大東文化大学に入学。同大学ではテコンドー部に所属し、世界選手権日本代表にも選ばれる。
同校卒業後、韓国啓明大学に所属しテコンドーを続けるも、2006年、第9回世界学生選手権（スペイン開催）男子バンタム級、準々決勝敗退後に現役を引退。以後台湾に渡りモデル活動を行う。俳優として映画にも出演。
2008年、東国原宮崎県知事が台湾を訪れた際は、記者会見の司会を担当。
日本映画では、「藁の楯」(2013年)にエキストラとして出演。
2014年4月からは地元宮崎のMRT宮崎放送にて、ラジオ番組（大谷主水のミヤザキ リレート タイワン）のメインパーソナリティを務める。

## 出演作品・番組

### 映画
- 変身（2013年・台湾）
- ママは日本へ嫁に行っちゃダメと言うけれど。（2017年・台湾）
- 氷室蓮司（2024年）
- ベイビーわるきゅーれ ナイスデイズ（2024年）[2]

### バラエティ
- TVQQ堂（2011年・台湾）
- 王子的約会（2012年・台湾）
- WTO姉妹会（2012年・台湾）
- 2分之1強（2015年・台湾）

### テレビドラマ
- 勇士們（2011年・台湾）
- 東城衞（2011年・台湾）

### ラジオ
- 大谷主水のミヤザキ リレート タイワン（2014年・MRT宮崎放送）